# Bathythrix maculata
Bathythrix maculata är en stekelart som först beskrevs av Hellen 1957.  Bathythrix maculata ingår i släktet Bathythrix och familjen brokparasitsteklar. Inga underarter finns listade.